# باري مونداي (فلم)
باري مونداي (بالإنجليزية: Barry Munday) فيلم كوميدي أمريكي تم إصداره عام 2010 من إخراج و تأليف كريس دارينزو و بطولة باتريك ويلسون، جودي جرير.

## ملخص قصة
يستيقظ زير النساء باري مونداي (باتريك ويلسون) بعد تعرضه لهجوم من قبل الأشخاص قد هاجموه، وضربوه، وفقد خصيتيه، وأصبح عقيما يجد باري نفسه أمام أحد أسوأ الأيام في حياته، وإذا بفتاة jدعى جينجر تخبره بأنه سوف يصبح أباً، وهو لا يتذكر أنه قد مارس الجنس معها قبل ذلك، لكنه في الوقت ذاته يريد أن يجرب إحساس الأبوة الذي لن يجربه مرة أخرى، فيندفع في علاقته مع جينجر.

## الممثلين
| ممثلين          | الدور/الوظيفة |
| --------------- | ------------- |
| باتريك ويلسون   | باري مونداي   |
| جودي جرير       | جينجر فارلي   |
| كلوي سيفاني     | جنيفر فارلي   |
| جين سمارت       | كارول مونداي  |
| مالكولم ماكدويل | السيد فارلي   |
| بيلي دي ويليامز | لوني غرين     |

## روابط خارجية
باري مونداي على موقع IMDb (الإنجليزية)
- باري مونداي على موقع ميتاكريتيك (الإنجليزية)
- باري مونداي على موقع روتن توميتوز (الإنجليزية)
- باري مونداي على موقع نتفليكس (الإنجليزية)
- باري مونداي على موقع ألو سيني (الفرنسية)
- باري مونداي على موقع Turner Classic Movies (الإنجليزية)
- باري مونداي على موقع أول موفي (الإنجليزية)
- باري مونداي على موقع بوكس أوفيس موجو (الإنجليزية)
- باري مونداي على موقع فيلمافينيتي (الإسبانية)
- باري مونداي على موقع قاعدة بيانات الفيلم (الإنجليزية)